# Princess Protection Program
Princess Protection Program és una pel·lícula original de Disney Channel del 2009, produïda a Puerto Rico. És protagonitzada per Demi Lovato, co-protagonitzada per Selena Gomez i Samantha Droke.

## Repartiment
- Demi Lovato és Rosie Montoya
- Selena Gomez és Carter Manson
- Nicholas Braun és Ed
- Jamie Chung és Chelsea
- Samantha Droke és Brooke
- Robert Adamson és Donny